# Bienvenue dans l'âge ingrat
Pour plus de détails, voir Fiche technique et Distribution.
Bienvenue dans l'âge ingrat (Welcome to the Dollhouse) est un film américain réalisé par Todd Solondz, sorti en 1995.
Le film a remporté le Grand Prix du jury du Festival du film de Sundance en 1996.

## Synopsis
Dans une banlieue banale du New Jersey, Dawn Wiener est une adolescente de 12 ans au physique ingrat peu appréciée dans son collège. Son seul ami est un garçon efféminé aussi impopulaire qu'elle.
Méprisée par sa famille et rabaissée par ses professeurs, Dawn est désormais la cible de Brandon, le dealer de son collège, qui a projeté de la violer. Mais au lieu de s'exécuter, Brandon commence à s'ouvrir à elle et à lui parler de son frère handicapé…

## Fiche technique
- Titre : Bienvenue dans l'âge ingrat
- Titre original : Welcome to the Dollhouse
- Réalisation : Todd Solondz
- Scénario : Todd Solondz
- Production : Todd Solondz
- Pays d'origine : États-Unis
- Durée : 88 minutes
- Date de sortie : 11 septembre 1996
- Budget : 800 000 USD

## Distribution
- Heather Matarazzo - Dawn Wiener
- Victoria Davis - Lolita
- Christina Brucato - Cookie
- Christina Vidal - Cynthia
- Siri Howard - Chrissy
- Brendan Sexton III - Brandon McCarthy
- Telly Pontidis - Jed
- Herbie Duarte - Lance
- Scott Coogan - Troy
- Daria Kalinina - Missy Wiener
- Matthew Faber - Mark Wiener
- Josiah Trager - Kenny
- Ken Leung - Barry
- Dimitri DeFresco - Ralphy
- Rica Martens - Mrs. Grissom
- Eric Mabius - Steve